# Raión de Agdam
Agdam (en azerí: Ağdam) es un distrito en el suroeste de Azerbaiyán, y el mismo nombre posee la ciudad capital del rayón, que actualmente se lo considera pueblo fantasma. La ciudad albergó a más de 160.000 residentes en un momento. Debido a la actual controversia sobre la República del Alto Karabaj, la ciudad, Agdam, ha estado bajo control armenio desde julio de 1993. La mayoría de los refugiados de Agdam ahora viven en campamentos improvisados y ciudades de la región de Barda y Sumgait. 
La mayor parte del territorio del distrito estuvo bajo la ocupación de las fuerzas armenias después de la primera guerra del Alto Karabaj a principios de la década de 1990. Sin embargo, como parte del acuerdo de alto el fuego en el Alto Karabaj de 2020 que puso fin a la segunda guerra del Alto Karabaj en 2020, la ciudad de Agdam y el distrito circundante fueron devueltos al control de Azerbaiyán el 20 de noviembre de 2020.Las partes restantes retornaron tras los enfrentamientos de 2023.